# حامد حبیبی
حامد حبیبی (زاده ۱۳۵۷) شاعر و نویسنده کتاب‌های کودک و نوجوان و بزرگسال است.

## آثار

### مجموعه داستان بزرگسال
- ماه و مس، مرکز، ۱۳۸۴.
- آنجا که پنچرگیری‌ها تمام می‌شوند، ققنوس، ۱۳۸۷.
- بودای رستوران گردباد، نشر چشمه، ۱۳۹۰.[۱]
- پلک ماهی، نشر چشمه،  ۱۳۹۵.

### داستان بلند
- کیلومتر 11 جاده ی قدیم ارومیه به سلماس، نشر چشمه، ۱۳۹۶.

### مجموعه شعر
- پرسه، نشر ثالث، ۱۳۸۴.
- مرگی به اندازه، نشر مروارید، ۱۳۹۳.[۲]

### کتاب‌های کودک و نوجوان
- نمی خوام قد دراز شم!، نشر علمی و فرهنگی، ۱۳۸۵.
- بوقی که خروسک گرفته بود، نشر علمی و فرهنگی، ۱۳۸۷.
- کرمی که می‌خواست عکاس شود، نشر علمی و فرهنگی، ۱۳۸۸.
- شب هزار و دوم، به همراه مهدی فاتحی، مؤسسه انتشاراتی چکه، ۱۳۹۲.[۳]

## جوایز
در دومین دوره جایزه ادبی هفت اقلیم، در بخش مجموعه داستان، کتاب بودای رستوران گردباد به عنوان اثر برگزیده سال ۹۰ معرفی شد.
مجموعه داستان جایی که پنچرگیری‌ها تمام می‌شود، به‌طور مشترک با مجموعه داستان برف و سمفونی ابری، نوشته پیمان اسماعیلی، برنده جایزه بهترین مجموعه داستان سال ۱۳۸۷ جایزه ادبی هوشنگ گلشیری شد. این کتاب نامزد دریافت جایزه ادبی روزی روزگاری و جایزه نویسندگان و منتقدان مطبوعات هم بود.
کتاب ماه و مس در سال ۱۳۸۴ نامزد دریافت جایزه بهترین مجموعه داستان اول جایزه گلشیری بود و جایزه بخش ویژه چهارمین دوره جایزه ادبی اصفهان را به دست آورد.
در سومین دوره جایزه لاک‌پشت پرنده، نشان نقره بهترین کتاب کودک و نوجوان سال ۱۳۹۲، به حامد حبیبی و مهدی فاتحی برای کتاب نوجوان شب هزار و دوم اهدا شد.
برگزیده جایزه ادبی «چهل» از سوی مکتب تهران به عنوان «امید‌های ادبیات معاصر» در سال ۱۳۹۵.